# Qualea brasiliana
Qualea brasiliana là một loài thực vật có hoa trong họ Vochysiaceae. Loài này được Stafleu & Marc.-Berti miêu tả khoa học đầu tiên năm 1986.